# 前角 (脊髄)
脊髄の前角（ぜんかく、英: anterior horn、羅: cornu anterius）は、脊髄の灰白質のうち、前方の部分。前柱（英: anterior column）と呼ぶこともある。
前角には筋を支配する運動ニューロンの神経細胞体が存在する。ほとんどのニューロンはAα運動ニューロンだが、一部Aγ運動ニューロンもある。一方後方にある後角は触覚、痛覚などの感覚情報が入力する。

## 解剖

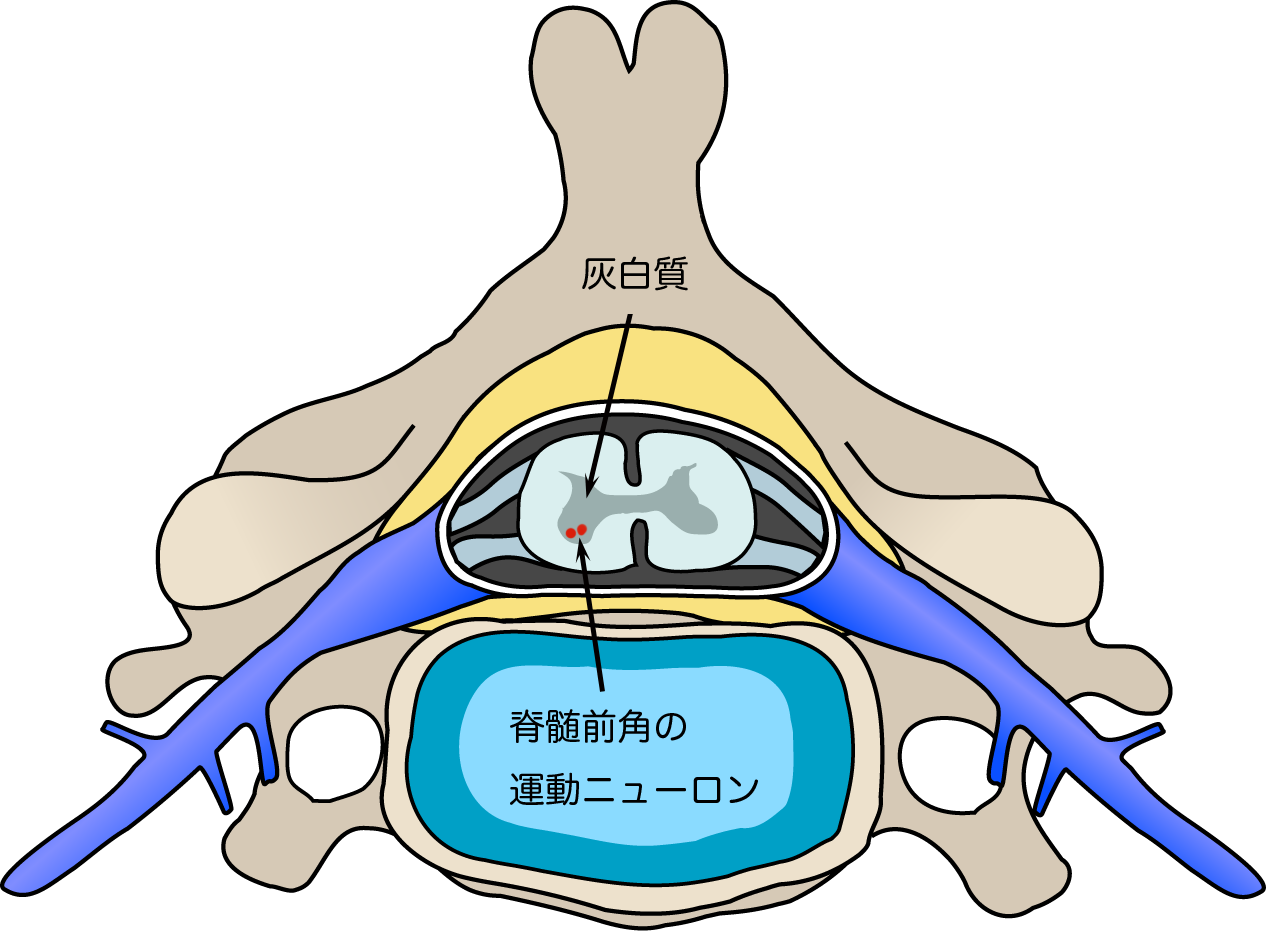
脊髄前角における運動ニューロンの位置

前角は後角に比べて広く、円形または菱形をしている。頸髄と腰髄では発達しており、胸髄では細めである。前角の後方部を基部、前方部を頭部という。ただしこれは位置の違いであり、組織学的に基部と頭部での差異は認められない。
脊髄表面と前角の間には、白質と呼ばれる神経線維の集合体があり、前角細胞から出た運動ニューロンの軸索はこの中を横切って脊髄の外に出る。
胸髄では前角の後側方に、外側に向いた三角形状の灰白質の突起がある。これは側角（または側柱）と呼ばれ、ここに交感神経節前線維の神経細胞体の集合である中間外側核がある。
前角における運動神経細胞体（前角細胞）の分布については、レクセドの層を参照。

## 病理
筋萎縮性側索硬化症、脊髄性筋萎縮症、シャルコー・マリー・トゥース病といったいわゆる「前角細胞病」（日本語ではあまり使われず、SBMAと合わせて運動ニューロン病と呼ぶことが多い）で変性するのはこの部分にある細胞である。球脊髄性筋萎縮症（SBMA、ケネディ病）でも同様である。

## 追加画像

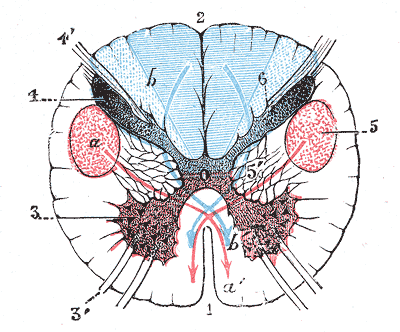
延髄、錐体交叉の下部を通る切断面。